# بيتر ديمانت
بيتر ديمانت (بالروسية - Петр Зигмундович Демант) (بالروسية - Вернон Кресс) (22 أغسطس 1918 في إنسبروك في  النمسا- 11 ديسمبر 2006 في موسكو في  روسيا) كاتب وروائي روسي.

## كتبه
- "مرآة العمة سارة"، رواية
- "ذهب مونتانا"، رواية
- "في المرور"، مذكرات
- "حياتي الأولى"، مذكرات
- "سفني البخارية الثلاث"، مذكرات
- "زيكاميرون القرن العشرين"، مذكرات

## روابط خارجية
- بيتر ديمانت (باللغة الألمانية)
- "حتى في الجحيم لا يزال بإمكانك أن تكون إنسانًا" بقلم ليديا جرافوفا (بالروسية)
- "بيتر ديمانت، رومانسي من غولاغ" ليوري تشورني (بالروسية)